# Henri Ponthier de Chamaillard
Henri Ponthier de Chamaillard ou Henri Marie Charles Ponthier de Chamaillard, né le 23 octobre 1848 à Quimper (Finistère) et décédé le 24 mars 1908 à Nice (Alpes-Maritimes), est un homme politique français, sénateur du Finistère de 1897 à 1908.

## Biographie
Fils d'Henri Pierre Ponthier de Chamaillard, député monarchiste du Finistère de 1871 à 1876, et d'Adrienne Marie Eudoxie Briant de Penquelein, il fait de solides études au collège ecclésiastique de Vannes (Morbihan), puis des études de droit à Paris, où il est secrétaire de la conférence de stage en 1870. Pendant la guerre de 1870, il s'engage dans les mobiles du Finistère et, avec le garde de sergent, participe à la campagne de la Loire. Devenu avocat, il s'installe à Quimper, où il connait une certaine notoriété pour ses plaidoiries (par exemple lors du procès des frères Rorique). Il est bâtonnier de l'ordre en 1888. La même année, il est élu maire de Tregunc, mais est révoqué en 1890 à la suite d'une manifestation royaliste. Il est élu sénateur conservateur du Finistère le 14 mars 1897, battant de peu le candidat républicain Allain-Launay. 
Célèbre pour ses qualités d'éloquence, il se fait rapidement un nom au Sénat, comme orateur de l'opposition de droite, où il intervient souvent, en particulier pour défendre des royalistes accusés de comploter contre la République devant le Sénat transformé en Haute Cour, ou  pour lutter contre les mesures anticléricales des gouvernements Waldeck-Rousseau et Combes. Ardent défenseur de l'"école libre" et du maintien de la loi Falloux, il défendit de nombreux catholiques s'opposant aux inventaires lors de leurs procès, brisant aussi par exemple les scellés apposés à l'entrée de l'école congréganiste de Trégunc. Il est réélu le 4 janvier 1903 et siège au Sénat jusqu'à son décès survenu le 24 mars 1908, critiquant notamment le transfert des cendres d'Émile Zola au Panthéon car son œuvre « charrie un trop large fleuve de boue, d'immondices, d'obscénités ».
Qualifié de « défenseur du trône et de l'autel » par Jules Grandjouan, il fut aussi président du Cercle de Cornouaille de Quimper et écrivain régionaliste, publiant notamment un recueil de poésies L'Hermine de Bretagne, ainsi que des ouvrages juridiques, par exemple en 1877 Lettre à un notaire sur la question du renvoi des ventes judiciaires.
Il est un des frères du peintre Ernest Ponthier de Chamaillard.

### Sources
- « Henri Ponthier de Chamaillard », dans le Dictionnaire des parlementaires français (1889-1940), sous la direction de Jean Jolly, PUF, 1960 [détail de l’édition]